# Звукът на свободата
„Звукът на свободата“ (на английски: Sound of Freedom) е американски криминален трилър от 2023 г. на режисьора Алехандро Монтеверде. Във филма участват Джим Кавийзъл, Мира Сорвино и Бил Камп. Премиерата на филма излиза по кината на 4 юли 2023 г.

## Актьорски състав
| Актьор              | Роля                                                                                                 |
| ------------------- | --- |
| Джим Кавийзъл       | Тим Балард – специален агент на ICE, отговарящ за борбата с детската порнография и педофилите        |
| Мира Сорвино        | Катрин Балард – съпругата на Тим                                                                     |
| Бил Камп            | „Vampiro“ – бивш член на колумбийския наркокартела „Кали“, помагащ на Тим в битката му               |
| Едуардо Верастеги   | Пауло Делгадо – колумбийски бизнесмен, помагащ на Тим                                                |
| Хавиер Годино       | Хорхе – колумбийски полицейски офицер, помагащ на Тим                                                |
| Хосе Сунига         | Роберто Агилар – баща на Росио и Мигел, отвлечени деца                                               |
| Кристъл Апарисио    | Росио Агилар – отвлечено единадесетгодишно момиче                                                    |
| Лукас Авила         | Мигел Агилар – братът на Росио, отвлечено осемгодишно момче                                          |
| Кърт Фулър          | Фрост – шефът на Тим в ICE                                                                           |
| Гари Басараба       | Ърл Бюканън – педофил, който купи Мигел в сексуално робство                                          |
| Херардо Тарасена    | Ел Алакран („Скорпионът“) – лидерът на една от бандите на ФАРК, който купи Росио в сексуално робство |
| Скот Хейз           | Крис – партньорът на Тим в ICE                                                                       |
| Густаво Санчес Пара | Ел Калакас – търговец на деца                                                                        |
| Йесика Боррото      | Жизел – търговка на деца, който отвлече Росио и Мигел                                                |
| Крис Аведисян       | Ернст Ошински – педофилът, арестуван от Тим                                                          |

## В България
В България филмът излиза по кината на 3 ноември 2023 г. от „Александра Филмс“.